# Triboluminiscenca
Triboluminiscénca (grško starogrško τριβείν – drgniti + latinsko lumen – luč) je optični fenomen, pri katerem svetloba nastaja v primeru lomljenja, raztrganja, praskanja, zdrobljenja in drgnjenja določenega materiala. Na molekularnem nivoju pride do prekinitve kemijski vezi, zaradi česar se elektroni po tem zopet združijo, pri tem pa ionizirajo neposredno okolico, energija pa se sprosti v obliki fotonov. Znani primer triboluminiscence je drgnjenje kristala kamene strele, minerala silicijevega dioksida (SiO2), pri katerem nastane značilna rumeno-oranžna svetloba.
Triboluminiscenco se pogosto enači s fraktoluminiscenco, ki se v ožjem smislu nanaša na nastanek svetlobe pri razbitju kristalov. V nasprotju s tem se triboluminiscenca razlikuje od piezoluminiscence, saj gre pri slednji za nastanek svetlobe pri deformaciji materiala, tj. pri prerazporeditvi kemijskih vezi, in ne za mehansko obdelovanje, katerega posledica je pretrganje vezi. Omenjene tipe luminiscenc uvrščamo zaradi mehanizma vzbujanja svetlobe v mehanoluminiscence.

## Mehanizem nastanka
Popolni mehanizem nastanka svetlobe pri triboluminiscenci je še vedno nejasen, kljub temu pa je glede na kristalografske, spektroskopske in druge eksperimentalne dokaze sprejeta splošna teorija. Po slednji torej pride pri mehanskem delovanju na asimetrični material do separacije nabojev, nato pa se pri razelektritvi ionizira zrak v neposredni okolici, kar pozvroči nastanek svetlobe. Tovrsten material (najpogosteje kristal) mora biti asimetričen in slabi prevodnik. Pri nekaterih snoveh navkljub simetričnosti pride to triboluminiscence, verjetno zaradi prisotnosti raznih nečistoč.

## Primeri triboluminiscenčnih materialov
- Pri zdrobljenju kristalčkov sladkorja v temnih pogojih nastane šibka modra svetloba, ki postane dobro vidna po dodatku metilsalicilata (npr. v ameriških trdih bombonih Wint-O-Green Life Savers).[1]
- Kristali uranilnitrata(V) (UO2(NO3)2-) so obarvani citronsko rumeno, ki sicer po osvetlitvi z ultravijolično (UV) svetlobo (~366 nm) fluorescirajo zeleno, prav tako pa pride z drobljenjem do zelene triboluminiscence v temnih pogojih.[1]
- Kristali nikotinskega salicilata so obarvani rožnato in kažejo modro-belo triboluminiscenco pri drobljenju.[1]

## Zgodovina
Prva dokumentirana skupina ljudi, ki je izrabljala pojav triboluminiscence in nasploh princip mehanoluminiscence, je bilo pleme ameriških staroselcev Uncompahgre Ute v gorovjih Utaha in osrednjem Koloradu. Njihovi šamani, t. i. »Sveti možje«, so zbirali kristale kamene strele, s katerimi so napolnili votli del obrednih ropotulj, ki so bile odete v polprozorno kožo ameriškega bizona. Te ropotulje so bile šamanovi najsvetejši predmeti, ki so jih uporabljali med nočnimi obredi pri klicanju duhov: ropotulje so šamani torej stresali, zaradi česar je prišlo do drgnjenja kristalov in s tem do nastanka svetlobe.
Leta 1620 je Sir Francis Bacon v knjigi Novi Organon (latinsko Novum organum) o sladkorju zapisal, da se pri drobljenju kristalčkov sladkorja pojavijo iskrice v temnih pogojih. Pri koncu 18. stoletja se je začela proizvodnja čistejšega (tj. rafiniranega) sladkorja v oblikih večjih stožcev za transport in prodajo. Za uporabnejše manjše kose sladkorja so ljudje doma uporabljali t. i. »sladkorne klešče«, s katerimi so torej strli večje kose, pri tem pa je bilo v temi večkrat opaženo modro svetlikanje.